# Hiệp hội Interscience Alberta
Hiệp hội Interscience Alberta là tổ chức phi lợi nhuận có trụ sở tại Edmonton, Alberta, Canada. Được thành lập vào năm 2009, Hiệp hội Alberta Interscience chạy các chương trình khác nhau cho người lớn, thanh thiếu niên và trẻ em.

## Dự án Youth

### Trung tâm Giáo dục Nga. Trường được công nhận Nga ở Edmonton
Trung tâm giáo dục Nga được thành lập vào tháng 7 năm 2010. Các Trung tâm được duy trì bởi các giáo viên chuyên nghiệp và các thành viên cộng đồng chuyên dụng. Một trong những mục tiêu của nó là để bảo tồn ngôn ngữ và văn hóa Nga trong cộng đồng và Nga để thúc đẩy nó trong xã hội đa văn hóa Canada. Trong Trung tâm sinh viên không chỉ học tiếng Nga mà còn văn học Nga và lịch sử. Các trường Nga của Trung tâm được chính thức công nhận để giảng dạy tiếng Nga. Một số học sinh tiếp tục học sau khi học lớp 12 trong các khóa học mùa hè trong ngôn ngữ tiếng Nga, văn hóa và công nghệ của Đại học Washington, trong đó họ nghiên cứu các tác phẩm của Alexander Pushkin, Nikolai Gogol, Anton Chekhov, Korney Chukovsky, Alexander Vampilov, vv.

### Giải thưởng Công tước xứ Edinburgh
Hiệp hội Interscience Alberta phối hợp một nhóm thanh niên (14-25 tuổi) là những thành viên đã đăng ký tại Công tước xứ Edinburgh của Chương trình giải thưởng. Nó được dựa trên trong trường học, trường cao đẳng, trường đại học, các câu lạc bộ thanh niên, nhà thờ, không quân, quân đội và học viên sĩ quan hải quân, trinh sát, Girl Guides và các câu lạc bộ Hockey. Rất nhiều thành viên trẻ của Hiệp hội Interscience Alberta đã được trao huy chương đồng, bạc và vàng của giải thưởng Công tước xứ Edinburgh.

### Johann Strauss Ball
Từ năm 2007 các thành viên Alberta Interscience đã tham gia hàng năm Johann Strauss Ball, được tổ chức tại Edmonton của Johann Strauss Foundation để hỗ trợ của các nhạc sĩ Edmonton và nỗ lực của họ để tiếp tục nghiên cứu âm nhạc tại Áo. Mỗi năm, Johann Strauss Ball mang đến một buổi tối khiêu vũ, đồ ăn ngon lành và âm nhạc tuyệt hảo. Hiệp hội Interscience Alberta rất vui mừng khi hỗ trợ một nền tảng đáng giá như vậy để làm giàu cho cộng đồng của thành phố Edmonton!

### Tình nguyện
Thành viên của Alberta Interscience thường xuyên tình nguyện trong trường học được công nhận Nga ở Edmonton và tham gia vào nhiều hoạt động của Hiệp hội Interscience Alberta như cắm trại cả gia đình hoặc lễ kỷ niệm đặc biệt. Bên cạnh đó, họ đang làm tình nguyện viên tại Đại học Alberta, Bảo tàng Hoàng gia Alberta,trung tâm TIMMS cho nghệ thuật, nha hát Citadel, Lễ hội Fringe ở Edmonton, vv Hội Interscience Alberta đang tìm kiếm những người nổi bật, những người muốn chia sẻ tài năng và kỹ năng của mình để giúp những người khác khám phá được hoàn toàn tiềm năng của họ trong xã hội chúng ta.

## Sinh thái học

### Cây bản địa củaAlberta
Cùng với trường cấp ba Lillian Osborne (LOHS) Alberta Interscience nuôi trồng một vườn cây Alberta bản địa. Vườn cây bản địa LOHS được khai trương vào ngày 09 tháng 6 năm 2010 để thúc đẩy hiểu biết về thực vật bản địa của Alberta thông qua giáo dục, để hỗ trợ việc bảo vệ các loại cây này, để chuẩn bị cho các dự án nghiên cứu và bảo tồn. Tính đến năm 2012, các vườn cây bản địa Osborne có khoảng 1000 loài thực vật khác nhau. Có cú, thỏ và động vật khác thu hút vào các khu vườn, và những con vật hữu ích cho các sinh viên trong nhiều bộ môn khác nhau. Alberta Interscience cũng được công bố trên trang web hướng dẫn cơ bản cho những 
người muốn bắt đầu trồng vườn thực vật bản địa của riêng mình. Để cung cấp cho sinh viên 
những kiến thức cơ bản về thực vật bản địa, và tại sao lại quan trọng để giữ cho chúng tồn tại, Hiệp hội Interscience Alberta tổ chức Trại hè Interscience tại trang trai ngân hàng hạt giống Bed Rock và sau đó tham gia vào một dự án cảnh quan diễn ra trong một trong những cộng đồng ở Edmonton.

## Bảo tàng và Thư viện

### Bảo tàng thể thao
Phần Thể thao của bảo tàng Alberta Interscience là dành riêng cho loạt hockey Canada-Liên Xô huyền thoại năm 1972 và được mở cửa vào năm 2012 để kỷ niệm lần thứ 40.

### Bảo tàng ảo Nikolay Zelinsky
Các bảo tàng ảo của các nhà hóa học nổi tiếng người Nga, người phát minh ra mặt nạ khí Nikolay Zelinsky được bắt đầu vào tháng 6 năm 2014, vào đêm trước của một trăm năm chiến tranh thế giới I. Các bộ sưu tập bao gồm sách, hình ảnh và video, liên quan đến N.D.Zelinsky và gia đình, cũng như các liên kết web đến bảo tàng Zelinsky ở Moscow và Tiraspol. Các bảo tàng ảo được tạo ra và phát triển hợp tác với các tổ chức Zelinsky.

### Trang phục quốc gia
Alberta Interscience cũng duy trì một triển lãm thường xuyên về trang phục dân tộc của Nga và Armenia.

### Thư viện
Thư viện Alberta Interscience chứa hơn 20.000 mặt hàng, phần lớn ở dạng kỹ thuật số, trong 12 ngôn ngữ - tiếng Anh, tiếng Pháp, tiếng Nga, tiếng Ukraina, Bungary, vv Trong số đó là những cuốn sách về lịch sử, văn hóa và tôn giáo, hướng dẫn giảng dạy, văn học viễn tưởng cho người lớn và trẻ em.

## Các dự án quốc tế

### "Giữa Alex và Sasha"
Năm 2010 Shohei Miyajima từ Đại học Keio (Nhật Bản) đã đến Edmonton để thực hiện một bộ phim tài liệu về cộng đồng người Nga ở Edmonton. Ông đã được đón tiếp và giúp đỡ của các thành viên của Alberta Interscience, và trong số những người tham gia trong bộ phim tài liệu có rất nhiều thành viên của Hiệp hội. Bộ phim "giữa Alex và Sasha", đã được trình bày thành công ở cả Canada và Nhật Bản. Theo các nhà làm phim, mục tiêu của ông là "để thay đổi (...) thành kiến đối với người nhập cư bằng cách quay một bộ phim lành mạnh, giàu tính văn hóa cộng đồng có và có học vấn cao. "

### Ngày ngôn ngữ mẹ đẻ quốc tế
Là một thành viên của Hiệp hội Ngôn ngữ quốc tế và hiệp hội di sản ngôn ngữ, Trung tâm giáo dục Nga là một trong những nhà tổ chức và những người tham dự lễ kỷ niệm hàng năm của Ngày ngôn ngữ mẹ đẻ quốc tế ở Edmonton. Năm 2015 lễ kỷ niệm Ngày ngôn ngữ mẹ đẻ quốc tế ở Edmonton đã chính thức được công bố bởi Thị trưởng thành phố Don Iveson và Hội viên Hội đồng thành phố Amarjeet Sohi.

### Ngày phổ quát của văn hóa
Từ 2013 Hiệp hội Interscience Alberta tổ chức lễ kỷ niệm Ngày Phổ quát về Văn hóa (15 tháng 4 - kỷ niệm của Pact Roerich) ở Edmonton. Việc cử hành vào năm 2014 đã được tổ chức cùng với Hội Thông Thiên Học Edmonton. Năm 2015 Hiệp hội tham gia Tuần lễ Quốc tế của Đại học Alberta với một phim tài liệu về Nicholas Roerich và Hiệp ước Roerich.

## Giáo dục người trưởng thành
Một mục tiêu khác của Hiệp hội Interscience Alberta là để giúp những người mới đến Canada thích ứng nhanh hơn trong cuộc sống mới của họ. Hiệp hội Interscience Alberta cung cấp tiếng Anh và máy tính các lớp học dành cho người lớn. Các chương trình này được tài trợ bởi Hiệp hội học tập của cộng đồng người lớn ở Edmonton (Edmonton Community Adult Learning Association - ECALA) và các chương trình này là miễn phí cho những người nhập cư và công dân Canada. Các giáo viên và các thành viên của Hiệp hội Interscience Alberta tin rằng khả năng hiểu các ngôn ngữ khác nhau góp phần vào sự đa dạng ngôn ngữ của xã hội, sở thích cá nhân, sự hiểu biết tốt hơn về những người thuộc các nền văn hóa khác và công dân quốc tế.